# Stockholm (New York)
Pour les articles homonymes, voir Stockholm (homonymie).
Stockholm est une ville du comté de Saint Lawrence, dans l'État de New York, aux États-Unis,. En 2010, elle comptait une population de 3 665 habitants.

## Démographie
Lors du recensement de 2010, la ville comptait une population de 3 665 habitants, tandis qu'en 2016, elle est estimée à 3 622 habitants.